# Авіаційні бомби (Росія)
Авіаційні бомби Росії — авіаційні бомби, створені та/або що перебували/перебувають на озброєнні (фактично та/або формально) в Російській імперії, Російській республіці, РРФСР, СРСР або Російській Федерації.

## Розшифрування назви
Назва бомби складається з типу бомби (ФАБ-250М-46), її калібру в кілограмах (ФАБ-250 М-46), моделі за роком прийняття на озброєння (ФАБ-250 М-46 — модель 1946 року) та додатково (не завжди) вказівки її маси — якщо вона істотно відрізняється від калібру (ОФАБ-250-270, ФАБ-1500-2600 ТС) та/або конструктивної особливості бомби чи технології її виробництва (ФАБ-500 Т — термостійка, ФАБ-1500-2600 ТС — товстостінна, ФАБ-100 сч — сталистий чавун, ФАБ-1000 сл — сталеве лиття), або комерційного призначення (КАБ-500С-Е — експортна).

### Типи бомб
Основного призначення
- ФАБ — фугасна
- ОФАБ — осколочно-фугасна
- ОФЗАБ — осколочно-фугасно-запальна
- ОАБ, АТ, ШОАБ (кулькова ОАБ) — осколочна
- ЗАБ/ЗАРП (запальний авіаційний разовий прилад) — запальна
- ЗБ — запальний бак
- ОДАБ — об'ємно-детонаційна
- ФАБ-ТС (ТС — товстостінна), КАБ-Пр (Пр — проникальна) — проникальна фугасна
- БетТАБ (також — БЕТАБ) — бетонобійна
- БрАБ (також — БРАБ) — бронебійна
- ПТАБ — протитанкова
- ПЛАБ/МПЛАБ (морська протичовнова авіаційна бомба)/ГБ ([авіаційна] глибинна бомба) — протичовнова (авіаційна глибинна)
- ХАБ/ХБ — хімічна
- АК (ампула кругла [скляна])/АЖ (ампула бляшана) — хімічна ампула (споряджалися також запалювальною рідиною КС, що самозаймається)
- КрАБ-яд (також — КРАБ-яд; рос. яд — отрута) — курна авіаційна бомба отруйного диму
- АОХ — осколочно-хімічна
- КАБ — коригована (КАБ-Кр — телевізійна [головка самонаведення/ГСН], КАБ-ЛГ — лазерна головка [напівактивна лазерна ГСН], КАБ-С — інерційна ГСН зі супутниковою корекцією)
- РБК — разова бомбова касета
- РБС — разова бомбова зв'язка

Допоміжні та спеціальні
- САБ — світна (освітлювальна)
- ДАБ — димова
- ІАБ — імітаційна
- АСК — авіаційна рятувальна касета
- МДАБ — морська гідроакустична (вибухове джерело звуку — ВДЗ)
- АСП — авіаційний засіб пожежогасіння
- АгітАБ (також АГІТАБ) — агітаційна
- П, ПАБ — практична
- М — мішень
- УПЛАБ — навчальна протичовнова
- ФотАБ (також ФОТАБ) — фотографічна
- НОСАБ — нічна орієнтирно-сигнальна
- ДОСАБ — денна орієнтирно-сигнальна
- ОМАБ-Д — орієнтирно-морська (денна)
- ОМАБ-Н — орієнтирно-морська (нічна)

## Моделі та типи бомб

### Міжтипові види бомб
Міжтипові види бомб — типи бомб, особливості яких можуть мати всі види бомб.
- Штурмові (Індекс Ш) — бомби, що мають розкривний гальмівний парашут, який забезпечує маловисотне (штурмове) бомбометання, без ризику пошкодити свій літак осколками (як при застосуванні звичайних бомб з миттєвим підривачем) і виключає можливість рикошету (як при застосуванні звичайних бомб з підривачем зі штурмовим (10-240 с) уповільненням), забезпечуючи високу точність бомбометання. Також забезпечується більший розліт осколків для ФАБ та ОФАБ, оскільки бомба падає з великим кутом[1]. Штурмові бомби можуть мати вбудоване або приставне виконання[1].
- Термостійкі (Індекс Т) — бомби, що мають теплозахисну конструкцію або теплозахисну оболонку, призначені для підвішування на висотні надзвукові перехоплювачі типу МіГ-25 і МіГ-31.

### Фугасні авіабомби

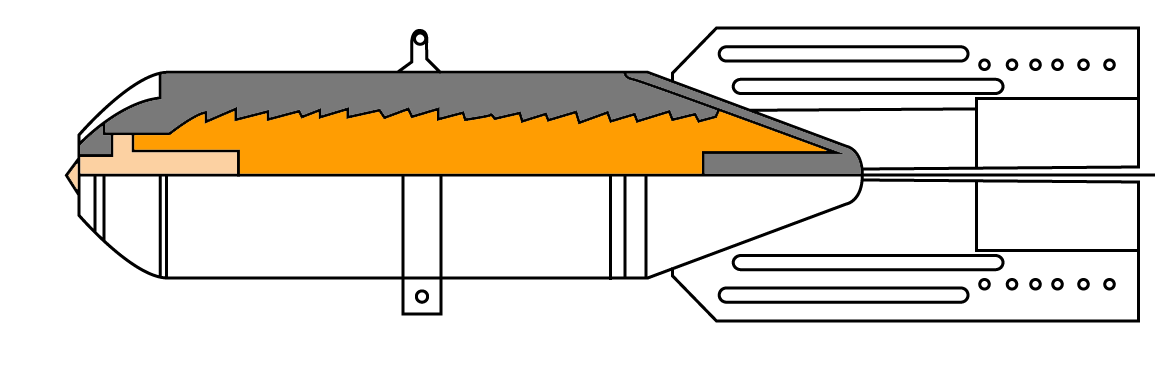
Принципова схема ОФАБ
Детонатор
Вибухова речовина
Корпус

Фугасні авіабомби (ФАБ) — авіабомби, основною уражальною дією яких є дія фугасу. Вони мають найпотужнішу й універсальну уражальну дію серед авіабомб основного призначення. Маса ВР у бомбі приблизно становить 50 %, також бомба має порівняно міцний корпус для проникнення в ґрунт або перешкоди типу міжповерхових перекриттів будівель і споруд.
Основні вражальні дії
- Газоподібні продукти вибуху мають великий надлишковий тиск
- Ударні хвилі в повітрі або ґрунті та сейсмічні хвилі
- Осколки при дробленні корпусу бомби

Головні цілі
- Об'єкти тилу та комунікацій
- Військово-промислові та енергетичні об'єкти
- Бойова техніка
- Жива сила

Сучасні ФАБ загального призначення мають масу 250 кг та більше. Вони можуть мати кілька форм виконання:
- Тупоконечна — призначені для найефективнішого розміщення всередині фюзеляжу. Забезпечується скидання на близько- і дозвукових швидкостях та висоті до 15-16 км[1].
- Великого подовження — мають обтічну головну частину, призначені переважно для літаків із зовнішньою підвіскою в тому числі і надзвукових. Мають менший лобовий опір і стійкіші[1].
- Товстостінні (індекс ТС) — призначені для застосування по особливо міцних цілях (з/б складах озброєння, стоянках техніки, ЗПС, греблях). Вони відрізняються масивнішою і міцнішою головною частиною, великою товщиною корпусу, і відсутністю головного очка під підривач та запального стакана[1].

| ФАБ-50ЦК        |  | 219  | 936  | 60   | 25                | суцільнокована                         |
| ФАБ-100         |  | 267  | 964  | 100  | 70 (разом з БЧ)   |                                        |
| ФАБ-250         |  | 285  | 1589 | 250  | 99                |                                        |
| ФАБ-250-М54     |  | 325  | 1795 | 268  | 97                |                                        |
| ФАБ-250-М62     |  | 300  | 1924 | 227  | 100               | [ 2 ]                                  |
| ФАБ-250ТС       |  | 300  | 1500 | 256  | 61,4              | товстостінна, бронепробивність 1 м     |
| ФАБ-250ШЛ       |  | 325  | 1965 | 266  | 137 (ТЭ)          | штурмова, надповерхневий вибух         |
| ФАБ-500         |  | 392  | 2142 | 500  | 213               |                                        |
| ФАБ-500Т        |  | 400  | 2425 | 477  | 191               | термостійка                            |
| ФАБ-500-M54     |  | 450  | 1790 | 480  | 201               | [ 2 ]                                  |
| ФАБ-500-M62     |  | 400  | 2425 | 500  | 212               | [ 2 ]                                  |
| ФАБ-500ШН       |  | 450  | 2190 | 513  | 221               | штурмова маловисотна                   |
| ФАБ-500ШЛ       |  | 450  | 2220 | 515  | 221               | штурмова, надповерхневий вибух         |
| ФАБ-1000        |  | -    | -    | -    | -                 |                                        |
| ФАБ-1500        |  | 580  | 3000 | 1400 | 1200 (разом з БЧ) |                                        |
| ФАБ-1500Т       |  | -    | -    | 1488 | 870 ТЭ            | термостійка                            |
| ФАБ-1500-2500ТС |  | -    | -    | 2151 | 436 ТЭ            | товстостінна, бронепробивність 2500 мм |
| ФАБ-1500-М54    |  | -    | -    | 1550 | 675,6             | [ 3 ]                                  |
| ФАБ-2000        |  | -    | -    | -    | -                 |                                        |
| ФАБ-3000        |  | -    | -    | 3067 | 1387 (ТЭ)         |                                        |
| ФАБ-3000-М46    |  | -    | -    | 3000 | 1400              |                                        |
| ФАБ-3000-М54    |  | -    | -    | 3067 | 1200 (ТЭ)         | [ 3 ]                                  |
| ФАБ-5000        |  | 642  | 3107 | 4900 | 2207              |                                        |
| ФАБ-5000-М54    |  | -    | -    | 5247 | 2210,6 (ТЭ)       |                                        |
| ФАБ-9000-М54    |  | 1200 | 5050 | 9407 | 4297 (ТЭ)         | [ 3 ]                                  |

### Осколково-фугасні авіабомби
ОФАБ — осколково-фугасна авіаційна бомба (рос. осколочно-фугасная авиационная бомба) являє собою звичайну фугасну бомбу, але з меншим наповненням ВР близько 30-35 %, і спеціальними засобами організованого дроблення корпусу, такими як пилкоподібна внутрішня сторона корпусу або система поздовжніх і поперечних виточок (хоча на застарілих зразках їх могло й не бути).
Головні цілі
- Об'єкти військової техніки та озброєння
- Військово-промислові об'єкти
- Жива сила

| ОФАБ-100-120 |  | 273 | 1300 | 133 | 42  | [ 2 ]                          |
| ОФАБ-250Т    |  | 300 | 2050 | 239 | 92  | термостійка                    |
| ОФАБ-250ШЛ   |  | 325 | 1991 | 266 | 92  | штурмова, надповерхневий вибух |
| ОФАБ-250-270 |  | 325 | 1456 | 266 | 97  | [ 2 ]                          |
| ОФАБ-250ШН   |  | 325 | 1966 | 268 | 93  | штурмова маловисота            |
| ОФАБ-500У    |  | 400 | 2300 | 515 | 159 | універсальна                   |
| ОФАБ-500ШР   |  | 450 | 2500 | 509 | 125 | штурмова, з роздільними БЧ     |

### Бетонобійні та протичовнові авіабомби
БетАБ — бетонобійна авіабомба. Призначені для ефективного ураження залізобетонних укриттів та ЗПС. Конструктивно поділяються на два види:
- Вільного падіння — призначені для бомбометання з великих висот. Конструктивно близькі до товстостінних фугасних бомб.
- З парашутом і реактивним прискорювачем — призначені для бомбометання з будь-яких (зокрема й малих) висот. Бомба, завдяки парашуту, нахиляється до 60°, парашут відстібається і включається ракетний прискорювач[1].

ПЛАБ — протичовнова авіабомба. Призначена для ураження підводних човнів. Можуть мати різне виконання. Бомби великого калібру зазвичай мають безконтактний (гідроакустичний, барометричний, дистанційний або частіше комбінований) підривач, і вражають ціль фугасною дією (гідродинамічним ударом) на відстані. Для них добре підходить ядерний заряд малої потужності (наприклад, російська ПЛАБ 5Ф48 «Скальп»).
Бомби малого калібру зазвичай використовують у складі касет і мають контактний підривач та кумулятивне виконання бомби.
| БетАБ-500    |  | 350 | 2200 | 477 | 76    | [ 2 ]                                |
| БетАБ-500ШП  |  | 325 | 2500 | 380 | 77    | штурмова, з реактивним прискорювачем |
| БетАБ-500У   |  | 450 | 2480 | 510 | 45 ТЕ | [ 4 ]                                |
| Плаб-250-120 |  | 240 | 1500 | 123 | 61    | [ 2 ]                                |

### Запальні та об'ємно-детонуючі авіабомби
ЗАБ — запальна авіаційна бомба. Призначена для поразки вогнем живої сили та бойової техніки. Маса запальних бомб не перевищує 500 кг. Конструктивно запальні бомби мають два типи :
- З піротехнічним запальним складом використовується у всіх бомбах менше 100 кг, і в деяких з калібром понад 100 кг. Піротехнічним складом зазвичай є терміт зі сполучною речовиною. Корпус зазвичай складається з горючого сплаву електрон (сплав алюмінію з магнієм)[1].
- З в'язкою вогнесумішшю — застосовуються для бомб калібром від 100 до 500 кг. Вогнесумішшю є органічні горючі речовини, загущені до в'язкого стану спеціальними речовинами (каучук, рідке скло, полістирол). Вогнесуміш у загущеному стані дробиться під час вибуху на великі шматки, які кілька хвилин горять за температури близько 1000 °С. Також у конструкцію бомби входить патрон із фосфором і невеликий заряд ВР, після детонації, фосфор на повітрі самозаймається та підпалює вогнесуміш.[1]
- ФЗАБ — фугасно-запальна авіаційна бомба. Є комбінацією ФАБ і ЗАБ в одному корпусі. При спрацьовуванні бомби спочатку детонує запальна, а потім фугасна частина[1].
- ЗБ — запальний бак. Є ЗАБ в тонкостінному корпусі без стабілізатора і без розривного заряду ВР. Розкид і дроблення здійснюється за допомогою гідроудару, що виникає при ударі перешкоди. Можуть ефективно застосовуватися лише з малих висот[1].

ОДАБ — об'ємно-детонувальна авіабомба. Забезпечує більшу ефективність за живою силою та легкоуразливою технікою (зокрема у відкритих укриттях), ніж ФАБ. При зустрічі з перешкодою спрацьовує диспергувальний заряд, руйнується корпус, дробиться і розкидається пальне. Пальне випаровується і, змішуючись із повітрям, утворює хмару паливоповітряної суміші. Через час, необхідний для утворення хмари достатнього розміру, вторинний заряд ВР, що детонує, підриває паливоповітряну суміш.
| ЗАБ-100-105 |  | 273 | 1065 | 106,9                                  | 28,5                  | [ 2 ] |
| ЗАБ-250-200 |  | 325 | 1500 | 202                                    | 60                    | [ 2 ] |
| ЗБ-500ШМ    |  | 500 | 2500 | 317                                    | 260                   | [ 2 ] |
| ЗБ-500ГД    |  | 500 | 2500 | 270-340 (залежно від типу вогнесуміші) | 218-290               | [ 2 ] |
| ФЗАБ-500М   |  | 400 | 2500 | 500                                    | 86+49 (ВВ+вогнесуміш) | [ 2 ] |
| ОФЗАБ-500   |  | 450 | 2500 | 500                                    | 250                   | [ 2 ] |
| ОДАБ-500П М |  | 500 | 2280 | 520                                    | 193                   | [ 2 ] |
| АВБПМ       |  | -   | -    |                                        | 7100 (44000 кг ТЕ)    | [ 5 ] |

### Касетні авіабомби
РБК — разові бомбові касети. Є тонкостінними авіабомбами, призначеними для застосування авіабомб малого калібру (до 20 кг). Назва складається із скороченого найменування та типу спорядження. Деякі РБК мають у комплекті знімний обтічник, що дозволяє ефективно встановлювати РБК на літаки як із зовнішньою підвіскою так і з внутрішнім відсіком озброєння. РБК за способом розкидання бойових елементів діляться на два види:
- обтюраторного типу — мають у своїй конструкції жорстко закріплений обтюраторний диск, який після спрацьовування дистанційного підривача та займання ним вибивного заряду під дією порохових газів відокремлюється від стакана і переміщається всередині корпусу бомби разом із центральною трубою навколо якої розміщуються дрібні авіабомби. Відокремлюється хвостовий конус, і бойові елементи виходять за межі касети[1].
- з центральним запально-розривним зарядом (ЗРЗ) — у конструкції бомби є центральна перфорована труба з ЗРЗ та бічний ослаблений переріз, закритий планкою. При спрацьовуванні підривача ініціюється ЗРЗ. Гази, що утворилися, руйнують корпус бомби по перерізу і розкидають авіабомби, при цьому досягається велика площа розсівання авіабомб[1].

КМВУ — контейнер малогабаритних вантажів універсальний. Призначений для транспортування та скидання БКФ (блоків контейнерних фронтових) із суббоєприпасами. Сам же КМГУ під час бойового застосування міститься на вузлі підвіски озброєння літального апарата і не скидається (хоча в аварійній ситуації може бути примусово скинутий). Конструктивно КМГУ є обтічним корпусом із керованими стулками, відсіками для підвіски БКФ і автоматикою, що дозволяє регулювати інтервал скидання блоків.

#### Суббоєприпаси бомбових касет
Як суббоєприпаси (бойові елементи) касетних бомб застосовують бомби порівняно невеликого калібру. Через специфіку їх застосування, крім вищеописаних типів бомб є також спеціалізовані бомби, що нині використовуються переважно тільки в бомбових касетах і КМГУ.
ОАБ (АТ, ШОАБ) — осколочна авіаційна бомба (авіаційна осколочна , кулькова осколочна авіаційна бомба). Авіабомби основною дією яких є осколки корпусу. Калібр бомб коливається від 0,5 до 50 кг. Вони призначені для ураження живої сили, не- та легкоброньованої техніки. Старі авіабомби мають циліндричний корпус з жорстким стабілізатором, забезпечують нерегулярне дроблення, сучасні бомби мають сферичну або напівсферичну конструкцію, стабілізатор, що складається, аеродинамічні пристрої (припливи або лопатки), насічки для організованого дроблення корпусу або вже готові вражальні елементи.
- Бомби з готовими осколками виготовляються із двох напівсфер, армованих сталевими кульками. Усередині корпусу є розривний заряд та контактний підривач.
- Бомби з насічками також мають підривач із уповільненням. При зустрічі з перешкодою така бомба поділяється на дві частини і через час, необхідний для підняття на кілька метрів, підривається[1].

ПТАБ — протитанкова авіаційна бомба. Призначені для ураження броньованих об'єктів. Вражальною дією є кумулятивний струмінь, що утворюється за допомогою кумулятивної виїмки усередині корпусу бомби. Також при підриві корпус бомби утворює осколки, які можуть вразити живу силу та неброньовану техніку. Для ефективного впливу кумулятивного струменя вибух повинен відбуватися з відривом, званим фокусним. Старі зразки бомб мають контактний головний або донний підривач. Сучасні бомби мають вбудований підривний пристрій з датчиком цілі.
| РБК-500У ОФАБ-50УД  |  | осколочно-фугасна            | 450 | 2500 | 520 | 10                                     | 50  | універсальна |
| РБК-500 АТ-2,5 РТМ  |  | осколочна                    | 450 | 2500 | 504 | 108                                    | 2,5 | [ 2 ]        |
| РБК-500 ОАБ-2,5 РТМ |  | осколочна                    | 450 | 2500 | 500 | 126                                    | 2,5 | [ 2 ]        |
| РБК-500 БетАБ       |  | бетонобійна                  | 450 | 2500 | 525 | 12                                     | -   | [ 2 ]        |
| РБК-500У БетАБ-М    |  | бетонобійна                  | 450 | 2495 | 480 | 10                                     | -   | універсальна |
| РБК-500 ПТАБ-1М     |  | протитанкова, кумулятивна    | 450 | 1954 | 427 | 268 (бронепробивність не менше 200 мм) | -   | [ 2 ]        |
| РБК-500У ПТАБ       |  | протитанкова, кумулятивна    | 450 | 2500 | 520 | 352 (бронепробивність не менше 200 мм) | -   | універсальна |
| РБК-500У СПБЕ-Д     |  | самоприцільний протитанковий | 450 | 2485 | 500 | 15                                     | -   | універсальна |
| РБК-250 ЗАБ-2,5М    |  | запальна                     | 325 | 1492 | 195 | 48                                     | 2,5 | [ 2 ]        |
| РБК-500 ЗАБ-2,5СМ   |  | запальна                     | 450 | 1954 | 480 | 297                                    | 2,5 | [ 2 ]        |
| РБК-100 ПЛАБ-10К    |  | протичовнова                 | 240 | 1585 | 125 | 6                                      | 10  | [ 2 ]        |

Галерея
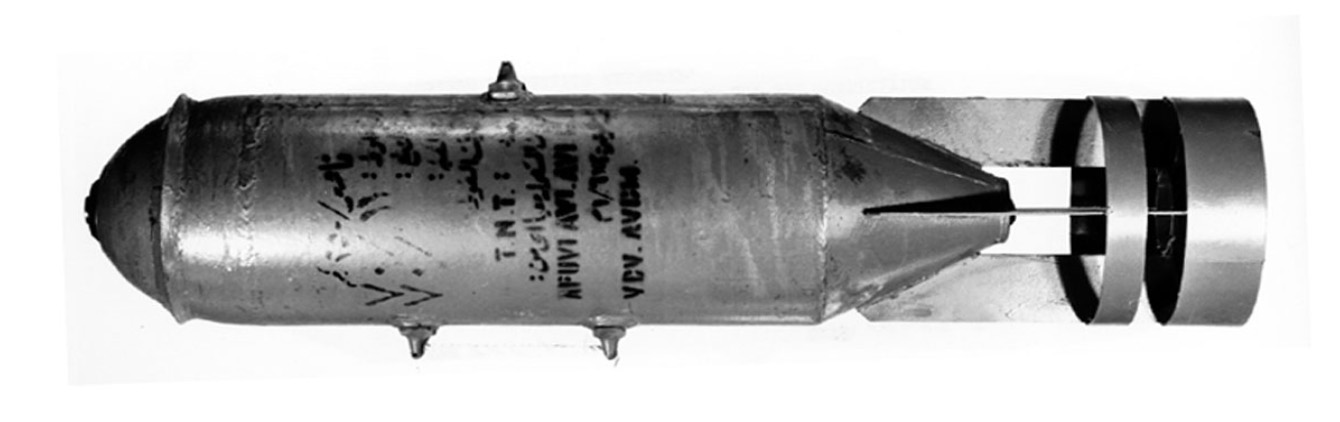
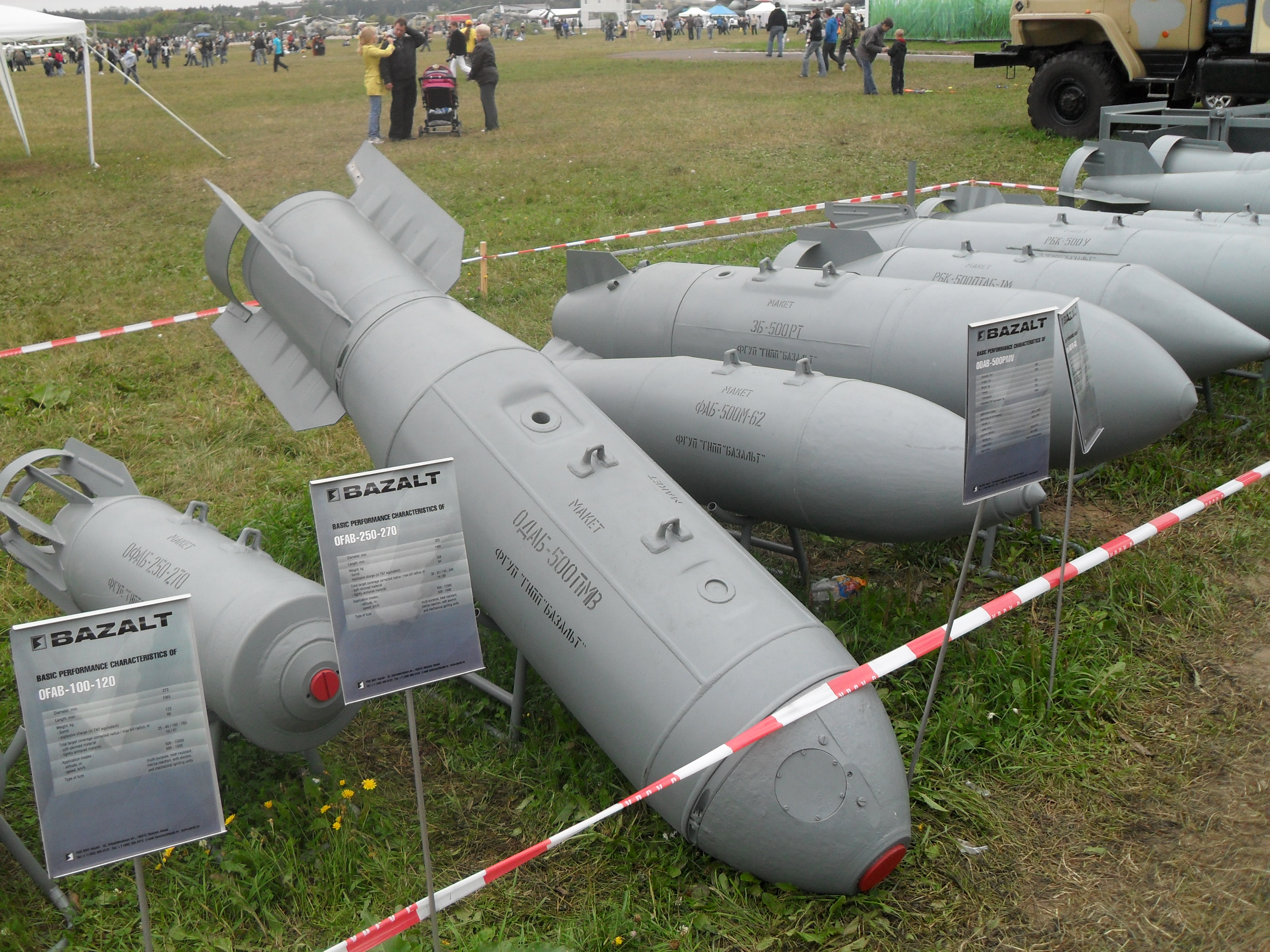
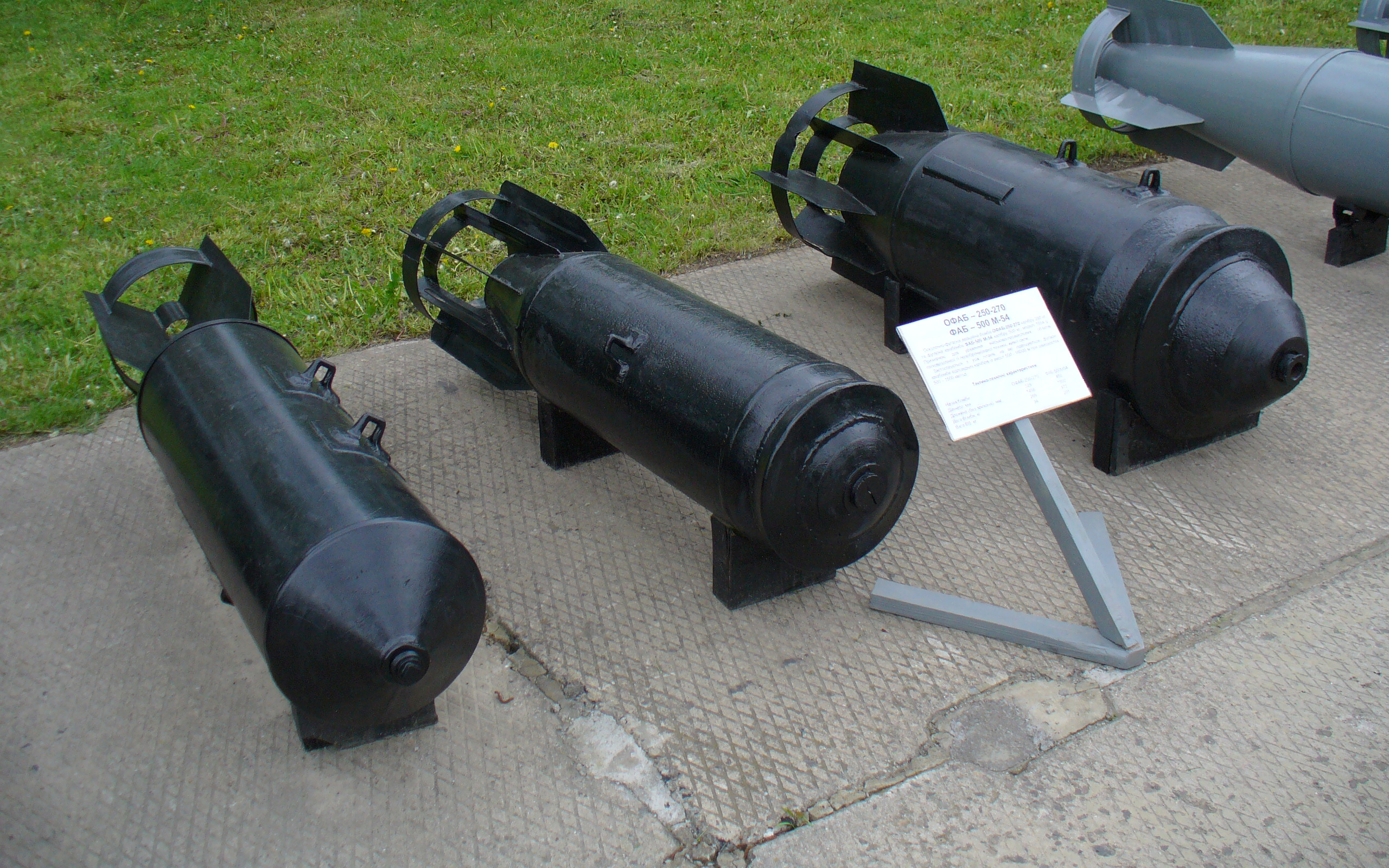
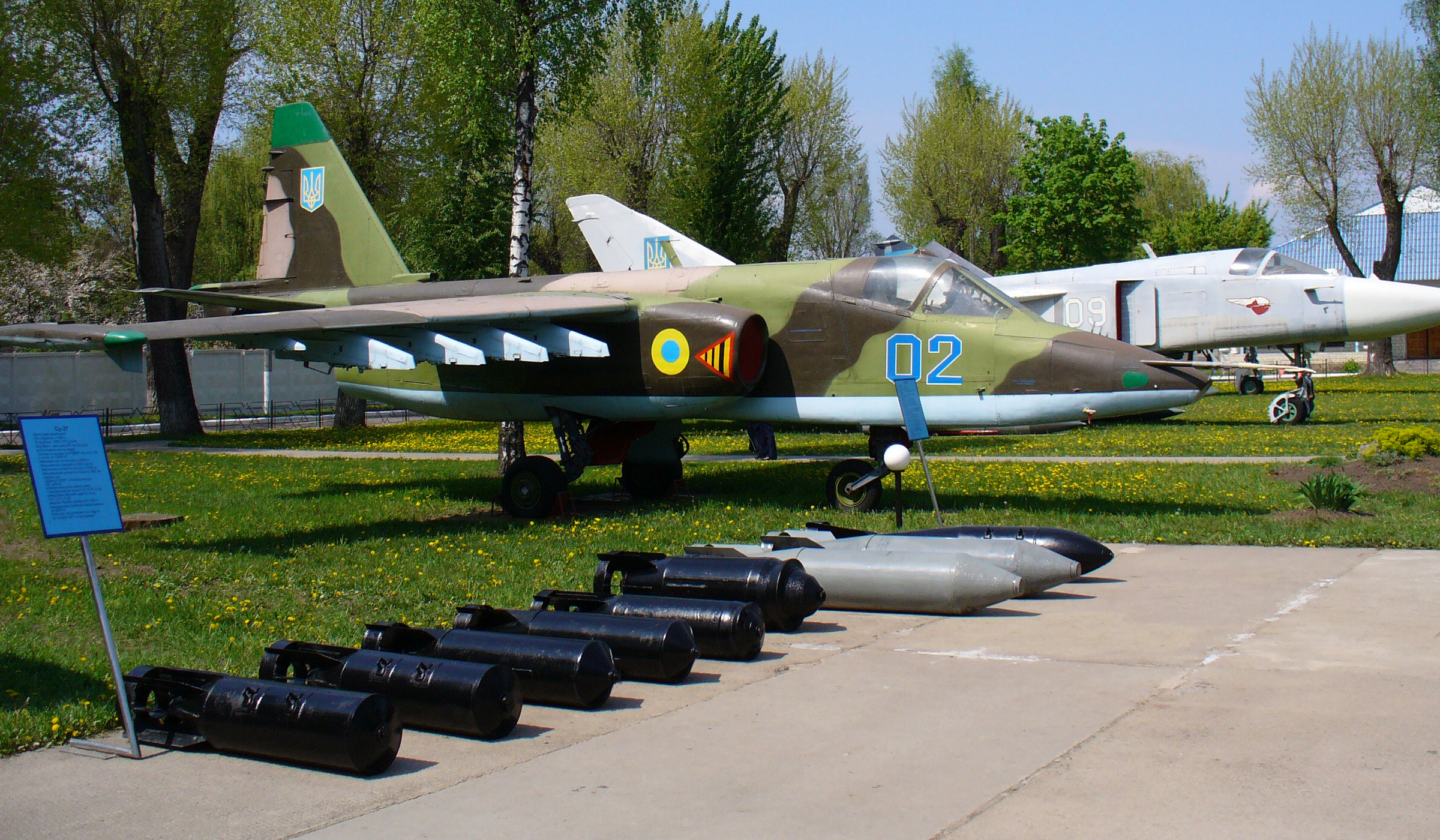
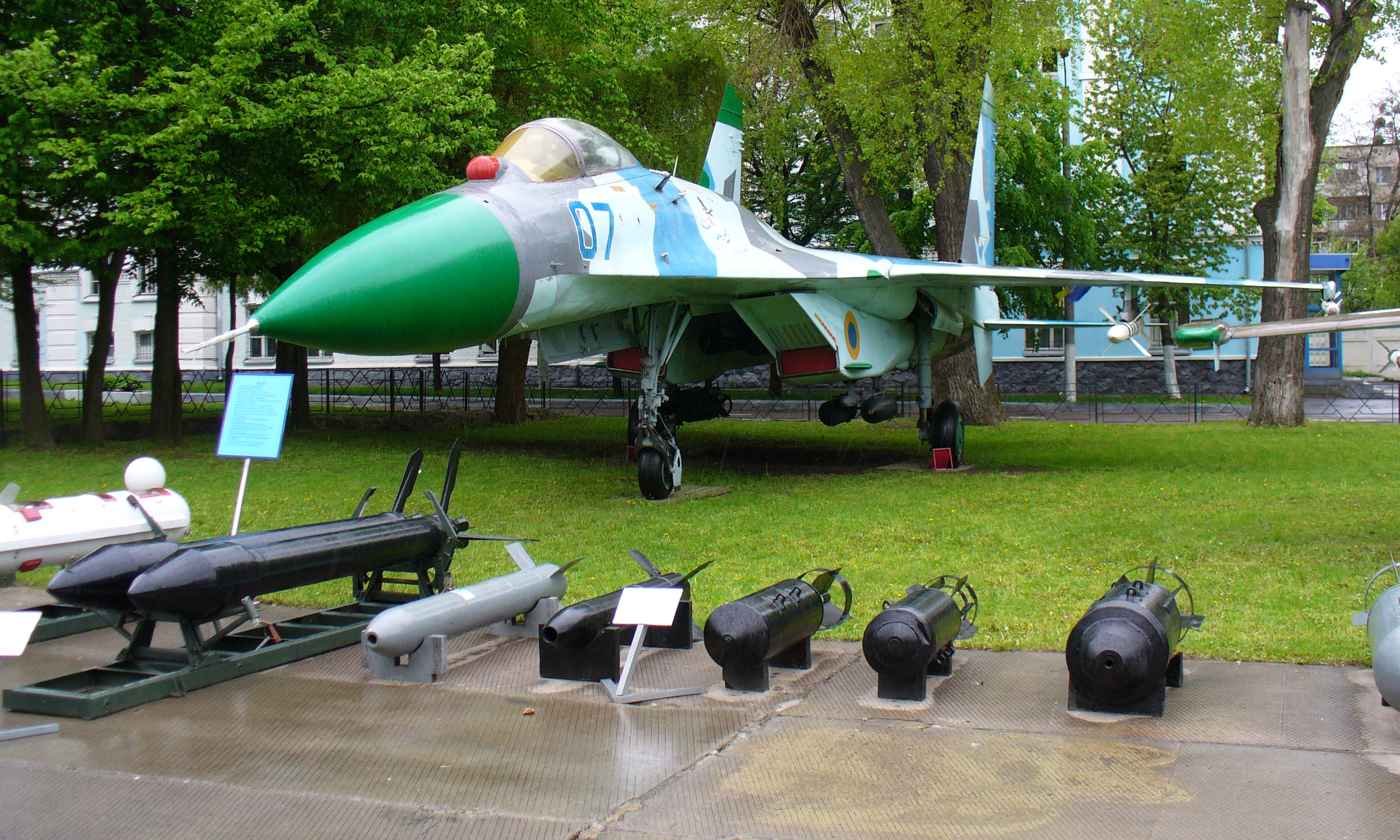
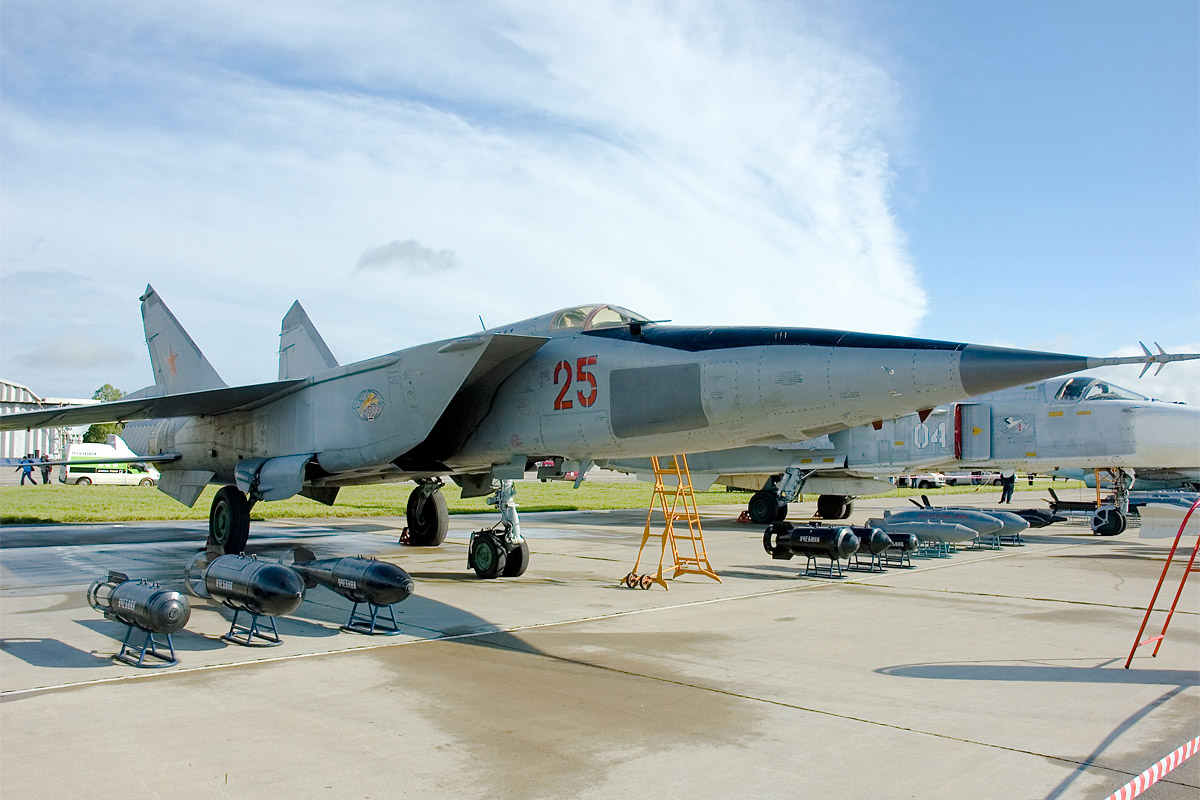
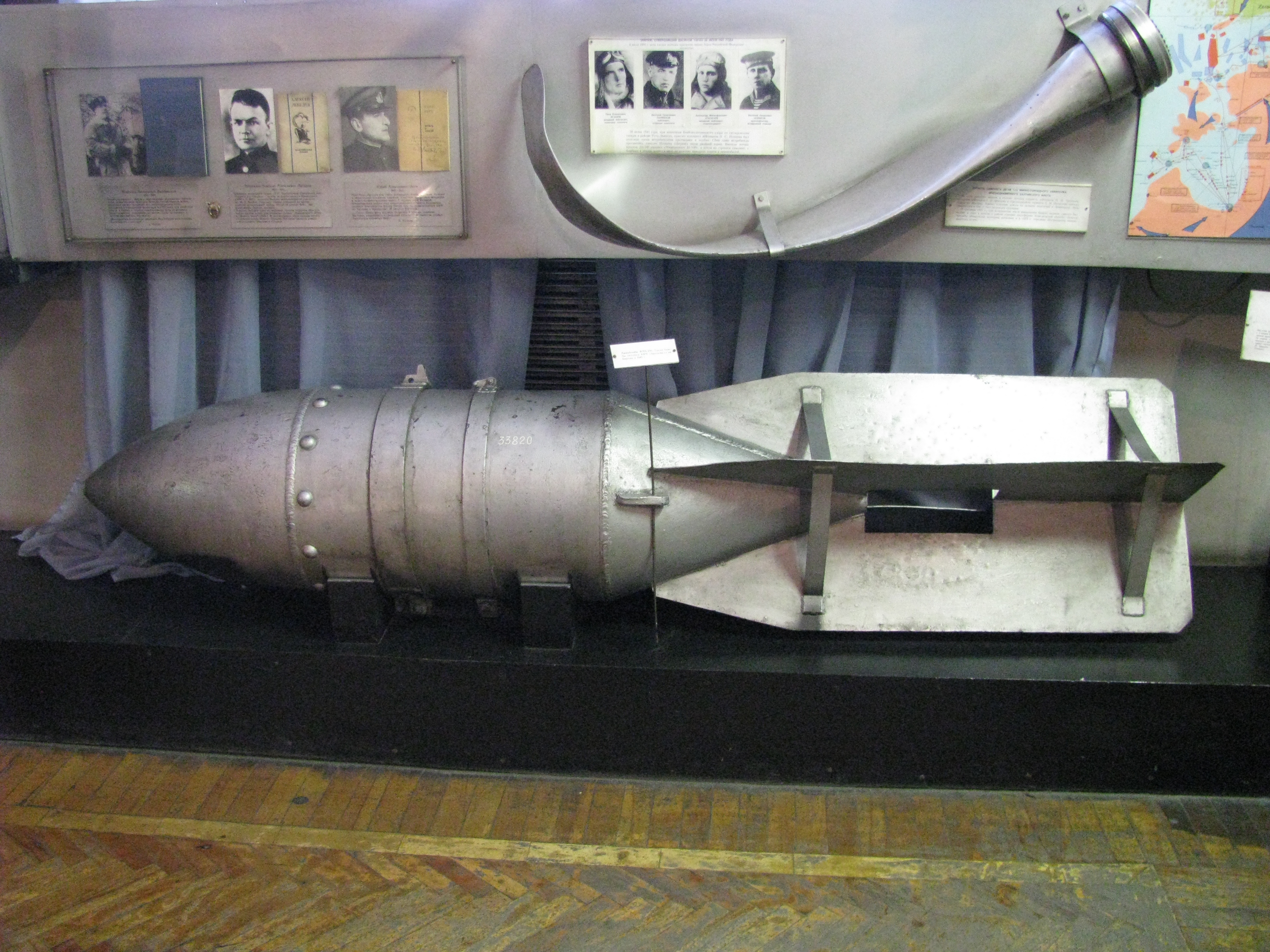
Авіаційна бомба ФАБ-250. Такі ж бомби падали на Берлін 1945 року
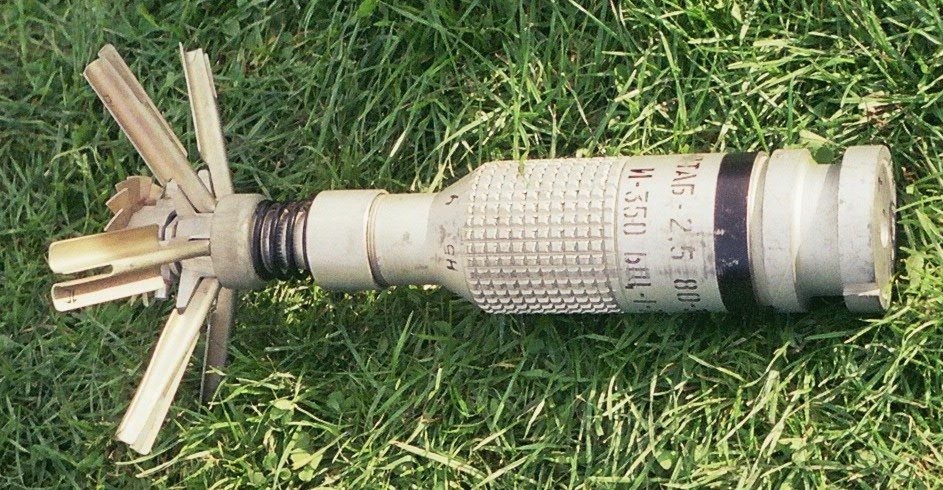
Кумулятивно-осколочний суббоєприпас ПТАБ-2,5КО[pl].

## Бойове застосування
У 2015 році ВКС РФ застосували в Сирії: РБК-500 з СПБЕ, Бетаб-500, КАБ-500, КАБ-500кр, Каб-500С, ФАБ-500Ш, ФАБ-500М54, ФАБ-500М2, ОФАБ-500ШР, КАБ-1500Л, ОФЗАБ-500, ОДАБ-500ПМ, РБК-500 ЗАБ-2,5СМ.

### Російсько-українська війна
У 2022 році Росія, яка вторглася на територію України, в атаках на мирні міста почала застосовувати фугасні авіаційні бомби. Одну з ФАБ-500 окупанти скинули на Харків та причорноморському узбережжі. Для бомбардування Чернігова застосовувалися запальні авіабомби ОФЗАБ-500. Також, у квітні 2022 р. при розмінуванні м. Ірпінь в одному з будинків виявили ФАБ-250 яка не вибухнула, а також на чернігівському напрямку виявили ФАБ-500.
Під час облоги Маріуполя росія зняла з консервації та застосувала бомби ФАБ-3000 для бомбардування об'єктів «Азовсталі».
З кінця зими — початку весни 2023 року літаки РФ почали дедалі більше застосовувати крилаті бомби, які вони скидають за десятки кілометрів від лінії фронту без заходу в зону ураження української протиповітряної оборони. Такі бомби російські літаки скидали, в тому числі, на прикордонні населені пункти Чернігівщини та Сумщини. Зокрема, було зафіксовано застосування УПАБ-1500Б для ударів по Авдіївці. Було також зафіксовано використання крилатих бомб «Грім» а також навісних модулів планування і корекції з бомбами ФАБ-500 М62.

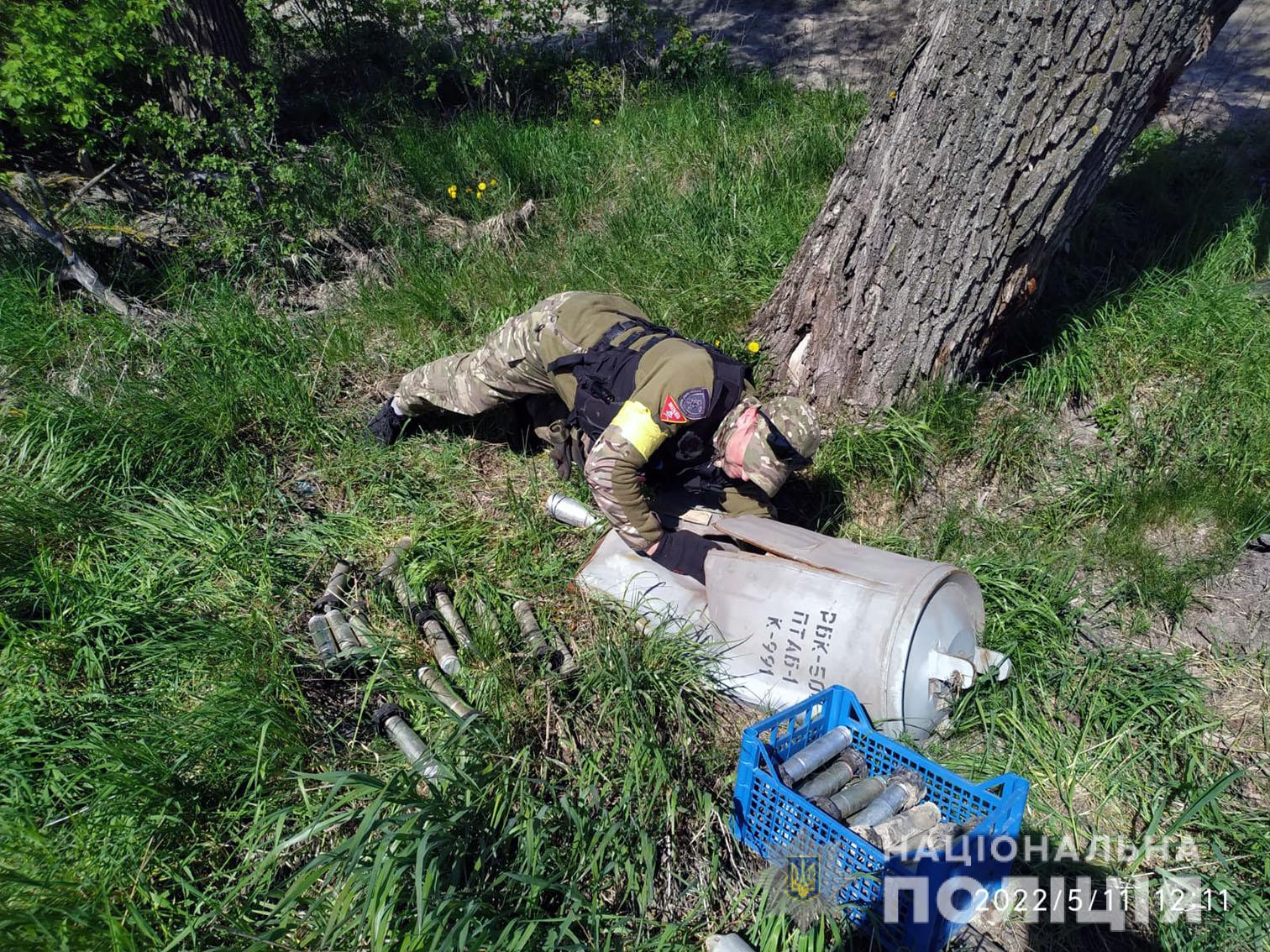
Знешкодження бомбової касети РБК-500 з касетними бойовими елементами ПТАБ-1М
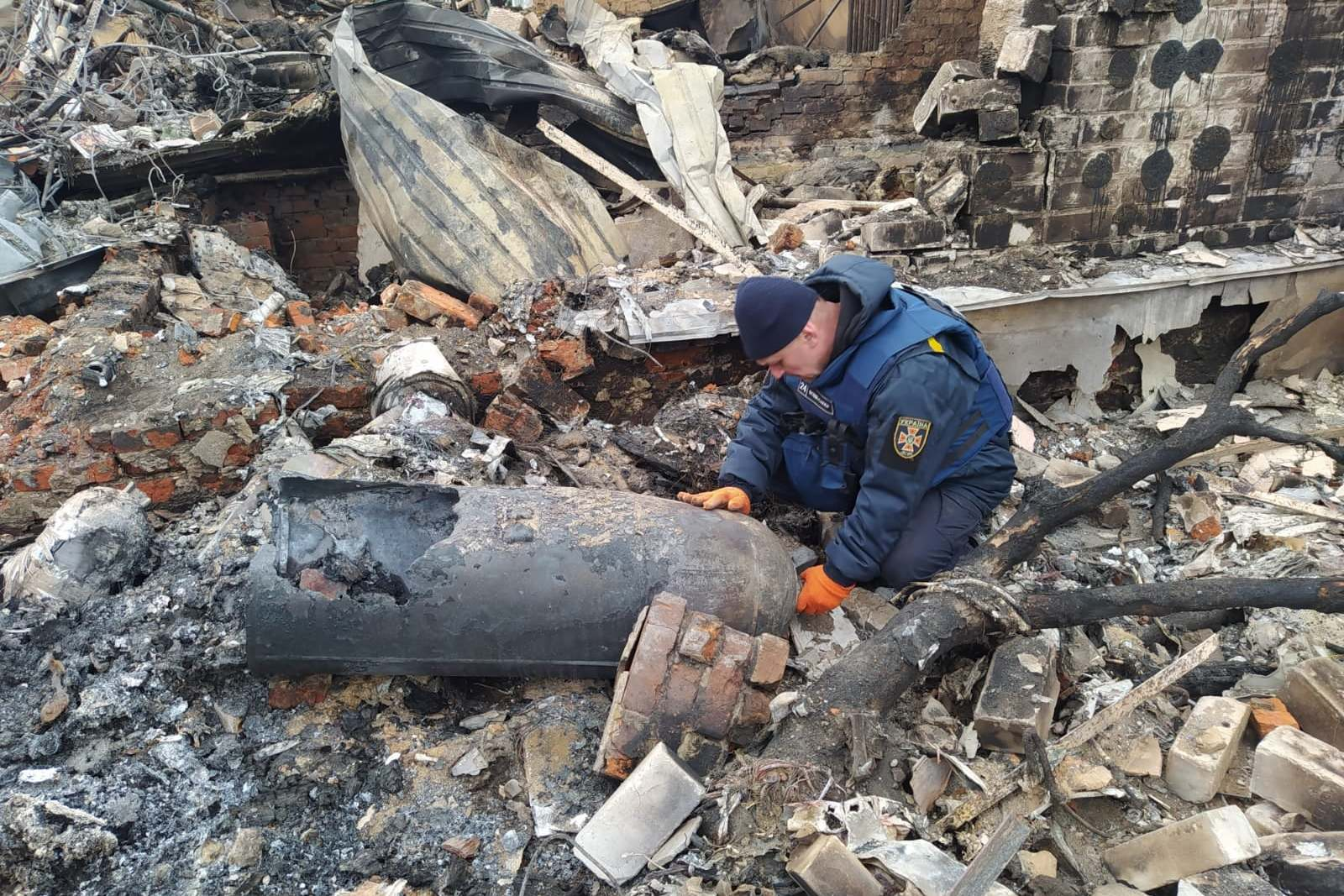
Знешкодження залишків запалювальної бомби ОФЗАБ-500
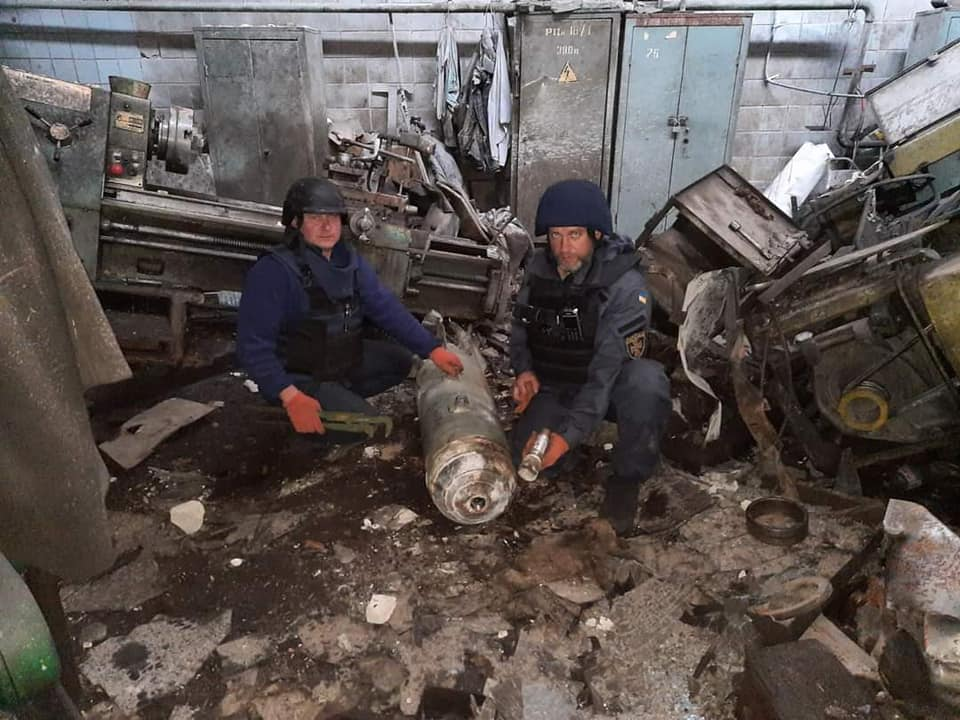
Бомба ФАБ-250, що не розірвалась
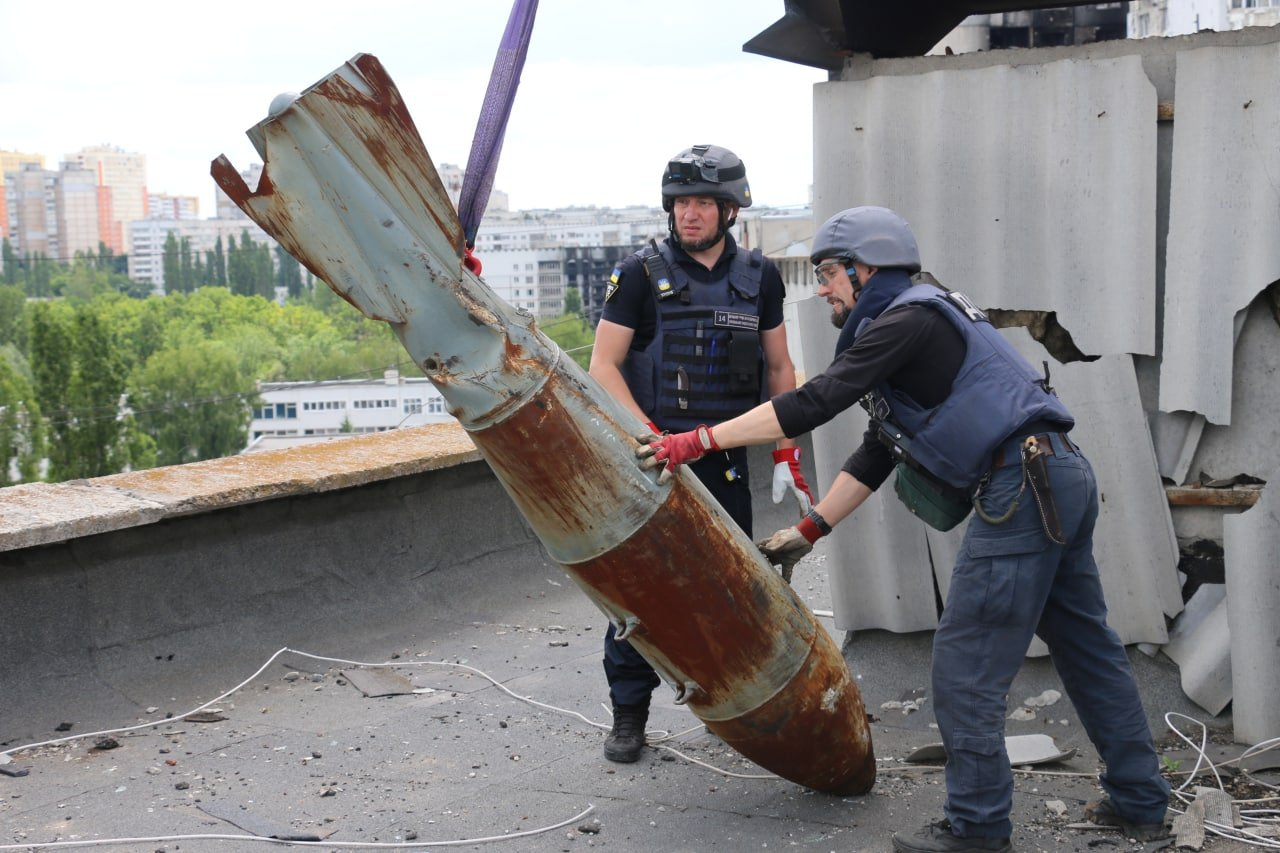
Прибирання російської ФАБ-500 з даху житлової 9-поверхівки в Харкові